# Josef Ferrero
Josef Ferrero (1897) è stato un calciatore italiano, di origine statunitense, di ruolo attaccante e difensore.
Alcune fonti lo riportano con il nome Juant.

## Carriera
Italo-americano di origine novarese, si fece notare durante i tornei militari del periodo bellico, venendo acquisito dalla Juventus.
Fece il suo esordio con i bianconeri contro l'Alessandrina il 12 ottobre 1919 in una vittoria per 3-0 dove segnò due reti, mentre la sua ultima partita fu contro l'US Milanese il 21 marzo 1920 in una sconfitta per 2-1. Nella sua unica stagione bianconera collezionò 13 presenze e 2 reti.

## Statistiche

### Presenze e reti nei club
| Stagione        | Club            | Campionato      | Campionato | Campionato |
| Stagione        | Club            | Comp            | Pres       | Reti       |
| --------------- | --------------- | --------------- | ---------- | ---------- |
| 1919-1920       | Juventus        | Prima Categoria | 13         | 2          |
| Totale Juventus | Totale Juventus |                 | 13         | 2          |
| Totale carriera | Totale carriera |                 | 13         | 2          |